# Together at Home
A Together at Home (ismert még One World: Together at Home címmel) egy jótékonysági virtuális koncertsorozat volt, melynek kurátora Lady Gaga, szervezője pedig a Global Citizen volt az Egészségügyi Világszervezet támogatásával. A műsor célja a közösségi távolságtartás népszerűsítése volt a Covid19-pandémia alatt.
2020. április 18-án egy hatórás előműsor volt streamelhető az interneten a televíziós műsor világszerte történt bemutatása előtt. Az esemény online része a YouTube-on keresztül volt követhető, műsorvezetői pedig Jameela Jamil műsorvezető és színésznő (első óra), Matthew McConaughey színész (második óra), Danai Gurira színésznő (harmadik óra), Becky G énekesnő (negyedik óra), Laverne Cox színésznő (ötödik óra) és Don Cheadle színész (hatodik óra) voltak. A fellépők mellett számos híresség is feltűnt a műsor során.

## A koncertsorozat résztvevői
| - Alex Gaskarth - Alissa White-Gluz - Amy Lee - Amy Shark - Anne-Marie - Anthony Hamilton - Camila Cabello - Carla Morrison - Caroline Hjelt - Celeste - Charlie Puth | - Chris Martin - Common - Dermot Kennedy - Elize Ryd - G Flip - Gloria Gaynor - Guy Sebastian - Ha*Ash - H.E.R. - Jack Johnson - James Bay | - Jason Mraz - John Legend - Jon Batiste - Joshua Bassett - Julianne Hough - Juanes - Koffee - Lindsey Stirling - Meghan Trainor - Niall Horan - Noah Cyrus | - Nomfusi - OneRepublic - Rod és Ruby Stewart - Rufus Wainwright - Simone Simons - Steve Aoki - Tarja Turunen - Vance Joy - Wesley Schultz - Within Temptation - Years & Years - Ziggy Marley |

## Televíziós különkiadás
A One World: Together at Home című televíziós különkiadás kurátorai Lady Gaga énekesnő-dalszerző és a Global Citizen voltak, a műsorból származó bevételt pedig az Egészségügyi Világszervezet COVID-19 Szolidaritási Felelősségi Alapjának ajánlották fel. A show műsorvezetői Jimmy Fallon, Jimmy Kimmel és Stephen Colbert voltak, és szindikációs sugárzás keretében mutatták be 2020. április 18-án. A különkiadást több amerikai kábeles csatornán, streaming platformokon és nemzetközi csatornákon is bemutatták. Az Egyesült Királyságban Clara Amfo, Dermot O'Leary és Claudia Winkleman voltak a műsorvezetők, és a BBC One csatorna sugározta.

### Zenei előadások (megjelenési sorrendben)
Az eseményt megelőzően Alanis Morissette is szerepelt a fellépők listáján, de végül nem vett részt a műsorban. George the Poet, Little Mix, Rag'n'Bone Man ésTom Jones csak a brit közvetítésben jelentek meg.

#### A hatórás online előműsor során
| Előadó(k)                             | Dal                                            | Felvétel helyszíne      |
| ------------------------------------- | ---------------------------------------------- | ----------------------- |
| Andra Day                             | Rise Up                                        | USA                     |
| Niall Horan                           | Black and White                                | Írország                |
| Vishal Mishra                         | Aaj Bhi                                        | India                   |
| Sofi Tukker                           | Purple Hat                                     | USA                     |
| Maren Morris és Hozier                | The Bones                                      | USA és Írország         |
| Adam Lambert                          | Mad World                                      | USA                     |
| Rita Ora                              | I Will Never Let You Down                      | Egyesült Királyság      |
| Hussain Al Jassmi                     | Bahebek Wahashteni és Mohem Jedan              | Egyesült Arab Emírségek |
| Kesha                                 | Rainbow                                        | USA                     |
| Lang Lang & Gina Alice Redlinger      | Four Hands                                     | USA                     |
| Virtuális zenekar                     | Az állatok farsangja Camille Saint-Saëns-től   | Különböző               |
| Luis Fonsi                            | No Me Doy por Vencido                          | Puerto Rico             |
| Jennifer Hudson                       | Memory                                         | USA                     |
| Liam Payne                            | Midnight                                       | Egyesült Királyság      |
| Black Coffee és Delilah Montagu       | Drive                                          | Dél-Afrika              |
| The Killers                           | Mr. Brightside                                 | USA                     |
| Eason Chan                            | I Have Nothing                                 | Kína                    |
| Lisa Mishra                           | Sanja Ve                                       | India                   |
| Milky Chance                          | Stolen Dance                                   | Németország             |
| Charlie Puth                          | See You Again                                  | USA                     |
| Jessie Reyez                          | Coffin                                         | USA                     |
| Picture This                          | Troublemaker                                   | Írország                |
| Jessie J                              | Flashlight                                     | USA                     |
| Common                                | The Light                                      | USA                     |
| Jacky Cheung                          | Touch of Love                                  | Kína                    |
| Sebastián Yatra                       | Robarte un Beso                                | Kolumbia                |
| Ben Platt                             | I Want To Hold Your Hand                       | USA                     |
| Delta Goodrem                         | Together We Are One                            | Ausztrália              |
| Annie Lennox                          | I Saved the World Today                        | USA                     |
| Sheryl Crow                           | I Shall Believe                                | USA                     |
| Juanes                                | Mas Futuro Que Pasado                          | USA                     |
| Ellie Goulding                        | Love Me Like You Do                            | Egyesült Királyság      |
| Christine and the Queens              | People, I’ve Been Sad                          | Franciaország           |
| Zucchero                              | Everybody’s Got to Learn Sometime              | Olaszország             |
| Jack Johnson                          | Better Together                                | USA                     |
| Kesha                                 | Praying                                        | USA                     |
| Cassper Nyovest                       | Malome                                         | Dél-Afrika              |
| Adam Lambert                          | Superpower                                     | USA                     |
| Sofi Tukker                           | Drinkee                                        | USA                     |
| Finneas                               | Let’s Fall in Love for the Night               | USA                     |
| The Killers                           | Caution                                        | USA                     |
| Jess Glynne                           | I’ll Be There                                  | Egyesült Királyság      |
| Sho Madjozi                           | Good Over Here                                 | Dél-Afrika              |
| Michael Bublé                         | God Only Knows                                 | Kanada                  |
| Liam Payne és Rita Ora                | For You                                        | Egyesült Királyság      |
| Common                                | God is Love                                    | USA                     |
| Christine and the Queens              | Mountains We Met                               | Franciaország           |
| Ben Platt                             | Bad Habit                                      | USA                     |
| Picture This                          | Winona Ryder                                   | Írország                |
| Juanes                                | Es Por Ti                                      | USA                     |
| Eason Chan                            | Love                                           | Kína                    |
| Charlie Puth                          | Attention                                      | USA                     |
| Leslie Odom Jr. és Nicolette Robinson | Brown Skin Girl                                | USA                     |
| Billy Ray Cyrus                       | Sunshine Girl                                  | USA                     |
| Ellie Goulding                        | Burn                                           | Egyesült Királyság      |
| Sheryl Crow                           | Everyday Is a Winding Road                     | USA                     |
| Hozier                                | Take Me to Church                              | Írország                |
| Angèle                                | Balance ton Quoi                               | Belgium                 |
| Sebastián Yatra                       | Un Año                                         | Kolumbia                |
| SuperM                                | With You                                       | Dél-Korea               |
| Luis Fonsi                            | Despacito                                      | Puerto Rico             |
| Jessie J                              | Bang Bang                                      | USA                     |
| Lady Antebellum                       | What I’m Leaving For                           | USA                     |
| Annie Lennox és Lola Lennox           | There Must Be an Angel (Playing with My Heart) | USA                     |
| Niall Horan                           | Slow Hands                                     | Egyesült Királyság      |
| John Legend                           | Bigger Love                                    | USA                     |
| Jennifer Hudson                       | Hallelujah                                     | USA                     |

#### A globális televíziós sugárzás során
| Előadó(k)                                                        | Dal                                       | Felvétel helyszíne        |
| ---------------------------------------------------------------- | ----------------------------------------- | ------------------------- |
| Lady Gaga                                                        | Smile                                     | USA                       |
| Stevie Wonder                                                    | Lean On Me / Love’s in Need of Love Today | USA                       |
| Paul McCartney                                                   | Lady Madonna                              | Egyesült Királyság        |
| Kacey Musgraves                                                  | Rainbow                                   | USA                       |
| Elton John                                                       | I’m Still Standing                        | Egyesült Királyság        |
| The Roots közreműködik Jimmy Fallon                              | Safety Dance                              | USA                       |
| Maluma                                                           | Carnaval                                  | Kolumbia                  |
| Chris Martin (Instagram Live-on korábban felvett)                | Yellow                                    | Egyesült Királyság        |
| Shawn Mendes és Camila Cabello                                   | What a Wonderful World                    | USA                       |
| Eddie Vedder                                                     | River Cross                               | USA                       |
| Lizzo                                                            | A Change Is Gonna Come                    | USA                       |
| The Rolling Stones                                               | You Can’t Always Get What You Want        | Egyesült Királyság        |
| Keith Urban                                                      | Higher Love                               | USA                       |
| Burna Boy                                                        | African Giant / Hallelujah                | Nigéria                   |
| Jennifer Lopez                                                   | People                                    | USA                       |
| John Legend és Sam Smith                                         | Stand by Me                               | USA és Egyesült Királyság |
| Billie Joe Armstrong                                             | Wake Me Up When September Ends            | USA                       |
| Billie Eilish és Finneas                                         | Sunny                                     | USA                       |
| Taylor Swift                                                     | Soon You’ll Get Better                    | USA                       |
| Lady Gaga, Céline Dion, John Legend, Andrea Bocelli és Lang Lang | The Prayer                                | USA/Kanada/Olaszország    |

### Megjelent hírességek (sorrendben)
Az eseményt megelőzően bejelentették, hogy Bridget Moynahan és Lily Tomlin színésznők, James McAvoy színész és Naomi Osaka teniszezőnő is megjelennek a showban, de végül nem vettek részt.

#### A hatórás online előműsor során
| Híresség               | Foglalkozás                                       | Jegyzetek                          |
| ---------------------- | ------------------------------------------------- | ---------------------------------- |
| Jameela Jamil          | Színésznő és műsorvezető                          | Műsorvezető az 1. óra alatt        |
| Jason Segel            | Színész                                           |                                    |
| Heidi Klum             | Modell és televíziós személyiség                  |                                    |
| Tim Gunn               | Divattanácsadó és televíziós személyiség          |                                    |
| Matt Bomer             | Színész                                           |                                    |
| Jack Black             | Színész és zenész                                 |                                    |
| Tijjani Muhammad-Bande | Az Egyesült Nemzetek Szervezete Közgyűlése elnöke |                                    |
| Matthew McConaughey    | Színész                                           | Műsorvezető a 2. óra alatt         |
| John Legend            | Énekes                                            | Zenei előadó a televíziós műsorban |
| Chrissy Teigen         | Modell                                            |                                    |
| Sarah Jessica Parker   | Színésznő                                         |                                    |
| Erna Solberg           | Norvégia miniszterelnöke                          |                                    |
| David Beckham          | Labdarúgó                                         | Megjelent a televíziós műsorban is |
| Danai Gurira           | Színésznő                                         | Műsorvezető a 3. óra alatt         |
| Lewis Hamilton         | Formula–1 autóversenyző                           |                                    |
| Lilly Singh            | YouTuber és televíziós műsorvezető                |                                    |
| Connie Britton         | Színésznő                                         |                                    |
| Becky G                | Énekesnő                                          | Műsorvezető a 4. óra alatt         |
| Natti Natasha          | Énekesnő                                          |                                    |
| Babajide Sanwo-Olu     | Lagos állami kormányzó                            |                                    |
| Claudia Sheinbaum      | Mexikóváros polgármestere                         |                                    |
| Sadiq Khan             | London polgármestere                              |                                    |
| Bill de Blasio         | New York City polgármestere                       |                                    |
| Greg Fischer           | Louisville polgármestere                          |                                    |
| Matt Damon             | Színész                                           |                                    |
| Anitta                 | Énekesnő                                          | Juanes konferálta fel              |
| Laurence Fishburne     | Színész                                           |                                    |
| Kate Winslet           | Színésznő                                         |                                    |
| Marion Cotillard       | Színésznő                                         |                                    |
| Jennifer Ehle          | Színésznő                                         |                                    |
| P. K. Subban           | Jégkorongozó                                      |                                    |
| Lindsey Vonn           | Síelő                                             |                                    |
| Erin Richards          | Színésznő                                         |                                    |
| Nomzamo Mbatha         | Színésznő                                         | Sho Madjozi konferálta fel         |
| Rainn Wilson           | Színész                                           |                                    |
| Laverne Cox            | Színésznő                                         | Műsorvezető az 5. órában           |
| Megan Rapinoe          | Labdarúgó                                         |                                    |
| T. D. Jakes            | Lelkész és író                                    |                                    |
| Azza Karam             | A Religions for Peace főtitkára                   |                                    |
| Chidanand Saraswati    | Vallási vezető                                    |                                    |
| Satpal Singh           | Birkózó és edző                                   |                                    |
| A. R. Bernard          | Lelkész                                           |                                    |
| Pierce Brosnan         | Színész                                           |                                    |
| Mike Bloomberg         | Üzletember és filantróp                           |                                    |
| Sam Heughan            | Színész                                           |                                    |
| Lili Reinhart          | Színésznő                                         |                                    |
| Marlène Schiappa       | Politikus                                         |                                    |
| Martha Delgado         | Politikus                                         |                                    |
| Olga Sánchez Cordero   | Politikus                                         |                                    |
| Don Cheadle            | Színész                                           | Műsorvezető a 6. órában            |
| Samuel L. Jackson      | Színész                                           |                                    |
| Simon Coveney          | Politikus                                         |                                    |
| Braun Strowman         | Pankrátor                                         |                                    |
| Sasha Banks            | Pankrátor                                         |                                    |
| Xavier Woods           | Pankrátor                                         |                                    |
| Becky Lynch            | Pankrátor                                         |                                    |
| Darren Walker          | A Ford Alapítvány elnöke                          |                                    |
| Lady Gaga              | Énekesnő                                          | Zenei előadó a televíziós műsorban |

#### A globális televíziós sugárzás során
| Híresség                       | Foglalkozás                                                          |
| ------------------------------ | -------------------------------------------------------------------- |
| Stephen Colbert                | Televíziós személyiség                                               |
| Jimmy Fallon                   | Televíziós személyiség                                               |
| Jimmy Kimmel                   | Televíziós személyiség                                               |
| Usher                          | Zenész                                                               |
| Abby Cadabby                   | A Szezám utca kitalált karaktere, Leslie Carrara-Rudolph előadásában |
| Victoria Beckham               | Divattervező és énekesnő                                             |
| Henry Golding                  | Színész                                                              |
| Ellen DeGeneres                | Humorista és televíziós műsorvezető                                  |
| Savannah Guthrie               | A Today műsorvezetője                                                |
| Hoda Kotb                      | A Today műsorvezetője                                                |
| Amy Poehler                    | Színésznő                                                            |
| Beyoncé                        | Énekesnő                                                             |
| Tedrosz Adhanom Gebrejeszusz   | Az Egészségügyi Világszervezet (WHO) főigazgatója                    |
| LL Cool J                      | Rapper és színész                                                    |
| Shah Rukh Khan                 | Színész                                                              |
| Norah O’Donnell                | Televíziós újságíró                                                  |
| Alicia Keys                    | Énekesnő                                                             |
| António Guterres               | Az Egyesült Nemzetek Szervezetének főtitkára                         |
| Laura Bush                     | Az Egyesült Államok korábbi First Ladyje                             |
| Michelle Obama                 | Az Egyesült Államok korábbi First Ladyje                             |
| Lester Holt                    | Az NBC Nightly News és a Dateline NBC műsorvezetője                  |
| Melinda Gates és Bill Gates    | Filantróp és a Microsoft korábbi igazgatója                          |
| David Ho                       | Orvos                                                                |
| Oprah Winfrey                  | Televíziós műsorvezető                                               |
| Awkwafina                      | Színésznő                                                            |
| James Longman                  | Újságíró                                                             |
| J Balvin                       | Énekes                                                               |
| Priyanka Chopra Jonas          | Színésznő                                                            |
| Kerry Washington               | Színésznő                                                            |
| Idris Elba és felesége Sabrina | Színész                                                              |
| Gayle King                     | Televíziós személyiség                                               |
| Deborah Roberts                | Televíziós újságíró                                                  |
| Amina J. Mohammed              | Az ENSZ főtitkár helyettese                                          |
| Spongyabob Kockanadrág         | A SpongeBob SquarePants kitalált karaktere, Tom Kenny előadásában    |
| Pharrell Williams              | Énekes                                                               |
| Lupita Nyong'o                 | Színésznő                                                            |
| Morcos Oszkár                  | A Szezám utca kitalált karaktere, Eric Jacobson előadásában          |

### A koncertet sugárzó csatornák
A televíziós különkiadást az NBC, az ABC, a CBS és a The CW sugározta az Egyesült Államokban. Levetítették a Univisión nevű spanyol nyelvű televíziós hálózaton is. A koncertet párhuzamosan sugározta a ViacomCBS (BET, BET Her, CMT, Comedy Central, Logo TV, MTV, MTV2, MTV Classic, MTV Live, Nick at Nite, Paramount Network, Pop, Tr3s, TV Land és VH1), az NBCUniversal (Bravo, E!, MSNBC, NBCSN, Syfy, Universo és USA Network), a Walt Disney Television (Freeform és National Geographic), és a Katz Broadcasting tulajdonában álló csatornák (Bounce TV és Laff), illetve a Bloomberg Television és az AXS TV is. Az iHeartMedia szintén részt vett a koncert közvetítésében.
Az Egyesült Királyságban a BBC egy brit-centrikus változatot mutatott be a One World: Together at Home-ból, amit a BBC One csatorna sugárzott április 19-én este 7 óra 15 perctől, a műsorvezetők pedig a BBC Radiótól ismert Clara Amfo, Claudia Winkleman és Dermot O'Leary voltak. További exkluzív előadók is megjelentek a különkiadás ezen változatában, így például a Little Mix lánycsapat is. Írországban az RTÉ a BBC-hez hasonlóan egyedi változatot mutatott be a One World: Together at Home-ból. Az itteni változat műsorvezetői Dorieann Garrihy humorista és influenszer illetve Eoghan McDermott televíziós személyiség voltak.

#### Nemzetközi csatornák
| - Afrika: BET, Comedy Central, MTV Africa, MTV Base és Vuzu - Albánia: RTSH 2 - Argentína: Telefe, Comedy Central, MTV, MTV Hits, Paramount Channel, VH1, VH1 HD, VH1 MegaHits, TNT, AXN, Sony Channel és National Geographic. - Ausztrália: Network 10, Seven Network, Nine Network, National Geographic, MTV Ausztrália, E! (Ausztrália) és beIN Sports - Ausztria: Comedy Central - Belgium: Eén, Q2, MTV - Bolívia: TNT - Brazília: Rede Globo, Multishow, Comedy Central, MTV, Paramount Channel, VH1 HD, VH1 MegaHits, TNT, AXN, és Sony Channel - Bulgária: Nova - Kambodzsa: beIN Sports - Kanada: CTV, CTV 2, Citytv, Global, CBC, Ici Radio-Canada Télé, ABC Spark, CP24, Much, MTV, National Geographic, TSN, Vrak, iHeartRadio Canada, Kiss Radio, Virgin Radio és CBC Music - Karib-térség: Digicel és TNT | - Közép-Amerika: TNT, AXN és Sony Channel - Chile: Chilevisión, TNT, AXN, és Sony Channel - Kolumbia: Caracol Televisión, Comedy Central, MTV, MTV Hits, Paramount Channel, VH1 HD, VH1 MegaHits, TNT, AXN, és Sony Channel - Csehország: Prima Comedy Central - Dánia: TV 2, VH1 és Paramount Network - Kelet-Timor: beIN Sports - Ecuador: TNT - Európa: MTV, VH1 és VH1 Classic - Finnország: Yle TV2, Yle Areena és Paramount Network - Franciaország: France 2, France 4, beIN Sports, BET, CStar, MTV, MTV Hits, W9, France Inter és RTL2 - Németország: ZDFneo, RTL, MTV Germany és Comedy Central - Hong Kong: Joox, TVB Finance & Information Channel, Hong Kong International Business Channel és beIN Sports - Magyarország: RTL Spike, MTV Magyarország, Paramount Channel és Comedy Central | - India: AXN, Colors Infinity, Comedy Central, Sony Liv, Sony Pix és VH1 - Indonézia: beIN Sports - Izrael: MTV - Olaszország: Rai 1, Rai Radio 2, MTV, VH1, Comedy Central, MTV Music és National Geographic - Írország: RTÉ2 és RTÉ 2FM - Japán: Fuji TV - Laosz: beIN Sports - Malájzia: beIN Sports - Mexikó: Comedy Central, MTV, MTV Hits, Paramount Channel, VH1, VH1 HD, VH1 MegaHits, AXN, és Sony Channel - Közel-Kelet: beIN Sports - Mianmar: Canal+ Gita - Hollandia: MTV - Új-Zéland: beIN Sports és MTV - Norvégia: TV 2 - Paraguay: TNT - Peru: TNT - Fülöp-szigetek: beIN Sports - Lengyelország: Canal+, MTV, Paramount Channel és Comedy Central | - Portugália: TVI - Románia: MTV és Comedy Central - Oroszország: MTV - Szingapúr: MediaCorp Channel 5, meWatch.sg és beIN Sports - Dél-Afrika: Vuzu - Dél-Korea: SBS MTV és National Geographic - Délkelet-Ázsia: Comedy Central, MTV, Paramount Channel és National Geographic - Spanyolország: La 1 és MTV - Svédország: SVT1, TV4 és Paramount Network - Svájc: MTV és Comedy Central - Egyesült Királyság: BBC One, Channel 5, MTV, MTV Music, Club MTV, MTV Hits, MTV Rocks, MTV Base és MTV OMG - Thaiföld: beIN Sports - Törökország: National Geographic és beIn Sports - Egyesült Arab Emirátusok: Dubai TV - Uruguay: TNT - Venezuela: TNT, AXN és Sony Channel - Vietnám: K+ NS További források: GlobalCitizen.org |